# Sigurður Ólafsson
Sigurður Ólafsson est un joueur islandais de football né le 7 décembre 1916 et mort le 25 février 2009. Défenseur et capitaine du Valur Reykjavik, il participe aux quatre premiers matchs officiels de la sélection islandaise.

## Biographie

### Club
Capitaine emblématique du Valur Reykjavik pendant plusieurs années, Sigurður remporte l'Urvalsdeild à maintes reprises, à une époque où le club de Valur est irrésistible.
Il croise au sein du club nombre de ses futurs coéquipiers en sélection, tels que Albert Guðmundsson, Hermann Hermannsson, Sveinn Helgason, Ellert D. Sölvason et Hafsteinn Guðmundsson.
Entre 1942 et 1951, il est vice-président du club, accédant brièvement à la présidence en 1946.

### Sélection
En 1946, Sigurður prend part au premier match disputé par l'Islande, face au Danemark. Les insulaires s'inclinent 3-0, mais son excellente prestation défensive fait de Sigurður le meilleur islandais sur le terrain selon le Morgunblaðið.
Après ce match historique, il dispute les trois rencontres suivantes de la sélection. Il est capitaine pour les deux dernières, et fête ainsi la première victoire islandaise face à la Finlande avec le brassard, en 1948.

### Après-carrière
Il reste très lié à Valur tout au long de sa vie. 
En 2001, il fête le 90e anniversaire du club. Il est le dernier joueur encore vivant ayant joué au Melavöllur lors du match face au Danemark en 1946 (Ríkharður Jónsson n'étant pas entré en jeu). 
Il meurt le 25 février 2009.

## Palmarès
- Valur Reykjavik
  - Champion d'Islande en 1935, 1936, 1937 1938, 1940, 1942, 1943, 1944, 1945